# Sancho III av Kastilien
Sancho III av Kastilien, född 1134, död 1158, var en monark (kung) av Kastilien från 1157 tillsin död. 